# Xenia intermedia
Xenia intermedia is een zachte koraalsoort uit de familie Xeniidae. De koraalsoort komt uit het geslacht Xenia. Xenia intermedia werd in 1933 voor het eerst wetenschappelijk beschreven door Roxas. 